# Fritz Courvoisier

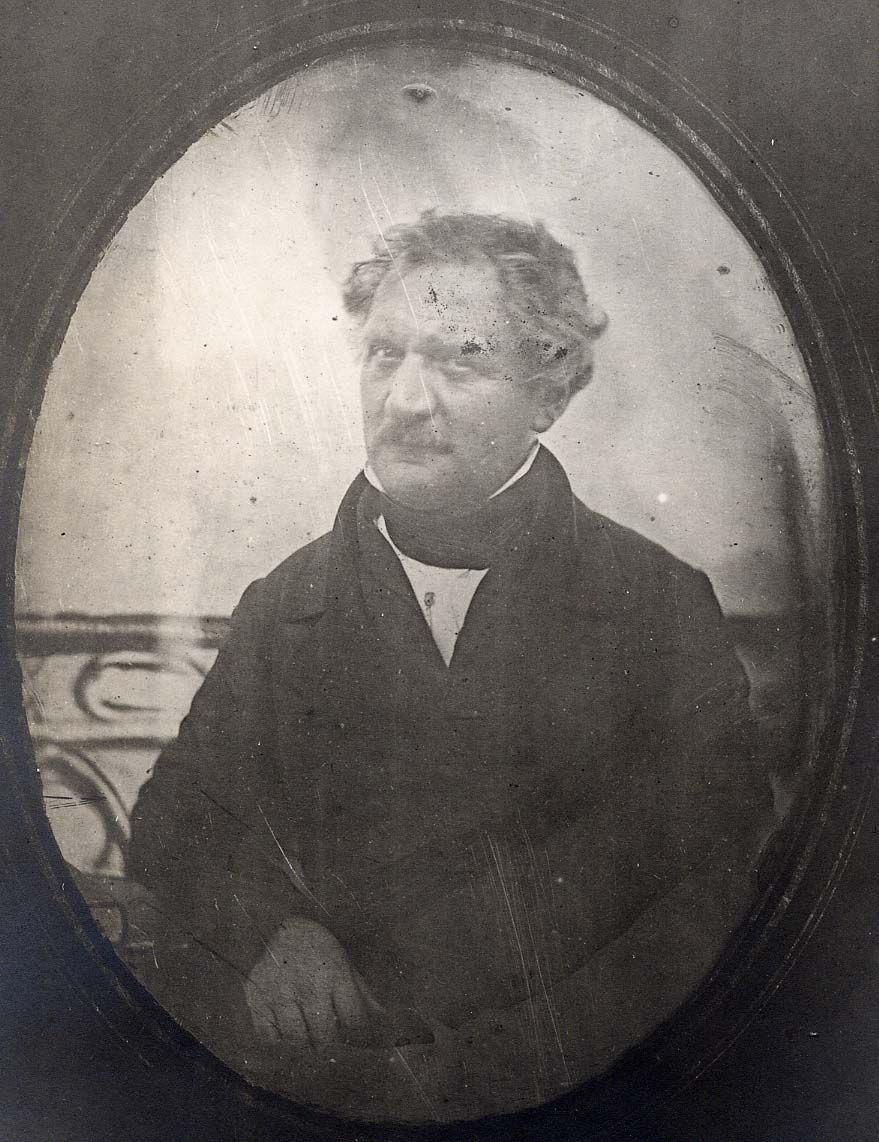
Fritz Courvoisier (ca. 1850)

Fritz Courvoisier (eigentlich Frédéric-Alexandre Courvoisier; * 1. Juni 1799 in La Chaux-de-Fonds; † 10. Dezember 1854 in Neuenburg) war ein Schweizer Politiker und Uhrenfabrikant. Er war einer der militärischen Anführer der Revolution von 1848 im Kanton Neuenburg, die zum Ende der preussischen Herrschaft führte. Von 1851 bis zu seinem Tod gehörte er dem Nationalrat an.

## Biografie
Er war der Sohn des Uhrenfabrikanten Louis Courvoisier und von Julie Houriet. Seine Grundschulbildung erhielt Courvoisier in einem Pensionat in Couvet, das von seinem Cousin, dem reformierten Pfarrer Charles-Henri Courvoisier, geführt wurde. Zur Verbesserung seiner Deutschkenntnisse absolvierte er von 1813 bis 1815 das Gymnasium in Basel, anschliessend machte er eine Lehre als Uhrmacher. 1826 heiratete er Anna Rothpletz aus Aarau, mit der er zwei Söhne hatte; 1836 verstarb sie im Alter von 30 Jahren. Courvoisier arbeitete für die Uhrenfabrik seiner Familie und war 15 Jahre lang Geschäftsreisender. Seine Reisen führten ihn bis nach Ägypten, Russland, Portugal und in die Türkei. In Bastia trat er den Freimaurern bei.

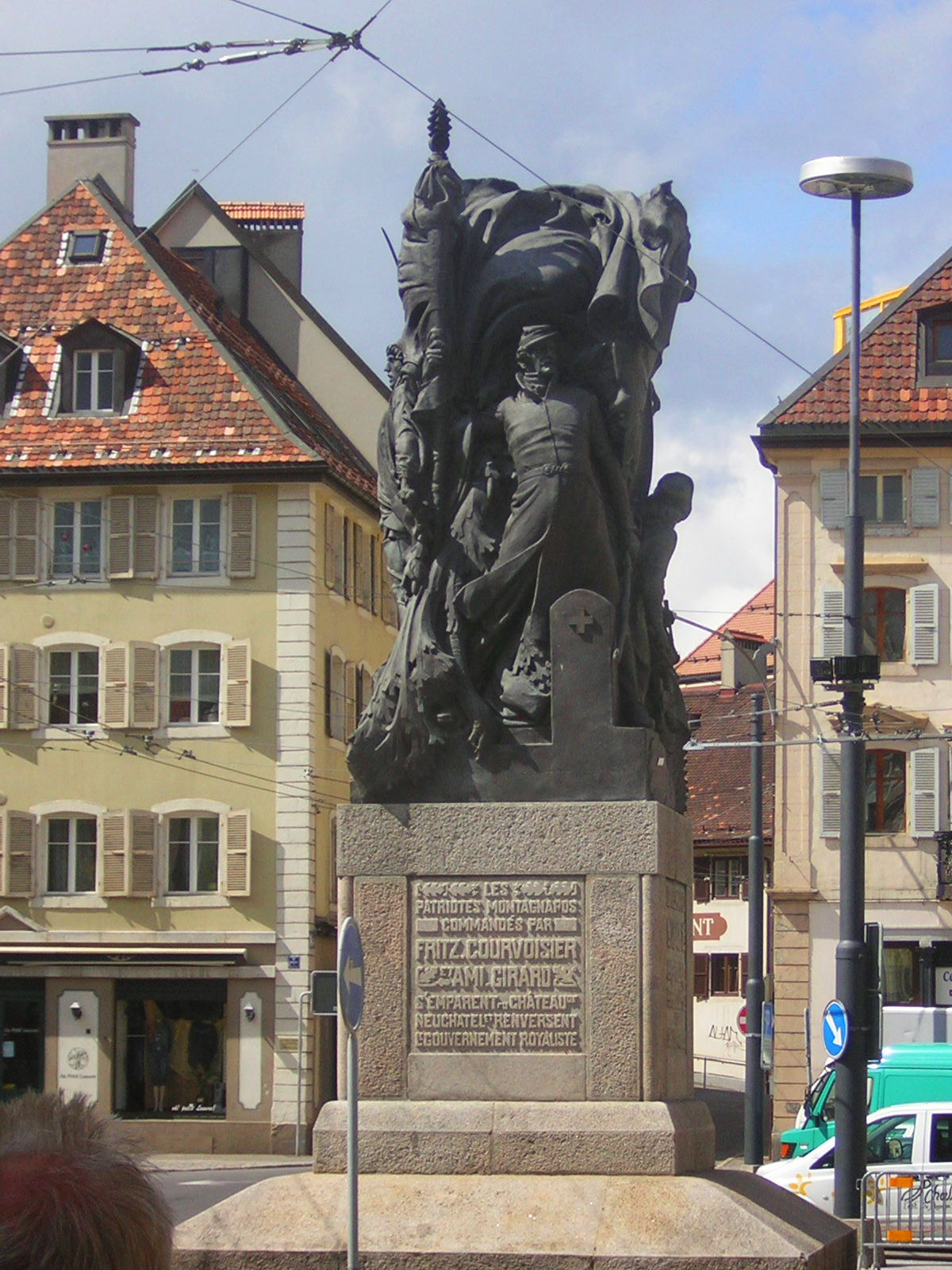
Denkmal in La Chaux-de-Fonds zu Ehren von Fritz Courvoisier und Ami Girard

1831 wurde Courvoisier in den Corps législatif gewählt, dem vom preussischen König Friedrich Wilhelm III. geschaffenen neuen Parlament. Als Schützenkapitän von La Chaux-de-Fonds beteiligte er sich im September desselben Jahres am ersten radikalliberalen Volksaufstand. Er begab sich nach Luzern, um bei Jakob Kopp, dem Präsidenten der Tagsatzung, eine Intervention der Eidgenossenschaft gegen Neuenburg zu bewirken. Nachdem sein Vorhaben gescheitert war, wurde er zu zwei Jahren Verbannung verurteilt. Courvoisier lebte daraufhin in La Ferrière und Biel im Kanton Bern, erst 1837 kehrte er nach La Chaux-de-Fonds zurück. Um sich von seinen konservativen Brüdern abzugrenzen, verliess er das Familienunternehmen und gründete seine eigene Uhrenmanufaktur. 1847 kämpfte er im Sonderbundskrieg in einem Berner Regiment, da Neuenburg sich neutral erklärt hatte.
Courvoisier war allgemein als Anführer der örtlichen Republikaner anerkannt. Im Januar 1848 nahm er an der Gründung der patriotischen Kommission in La Chaux-de-Fonds teil und wurde zum Kommandanten der dortigen Truppen ernannt. Im Geheimen nahm er Kontakt zu Ulrich Ochsenbein auf, dem Vorsitzenden jener Kommission, welche die Bundesverfassung ausarbeitete. Er versicherte ihm, dass die Republikaner nach dem Sturz der Royalisten umgehend eine provisorische Regierung bilden könnten. Am 29. Februar 1848 traf Ami Girard mit 200 Soldaten aus dem Vallon de Saint-Imier ein und überzeugte ihn, zur Kantonshauptstadt Neuenburg zu marschieren. Am 1. März um 20 Uhr war das Schloss Neuenburg in den Händen der Aufständischen; die Regierung des preussischen Statthalters Ernst von Pfuel wurde abgesetzt und der Kanton Neuenburg zur Republik erklärt.
Die provisorische Regierung unter Alexis-Marie Piaget wollte Courvoisier als kantonalen Polizeichef vorschlagen, doch dieser zog es vor, sein Unternehmen zu leiten. Er kandidierte mit Erfolg bei den Nationalratswahlen 1851, ebenso war er Mitglied des Kantonsparlaments. 1852 wurde er zum Oberstleutnant im Generalstab der Schweizer Armee befördert. Courvoisier setzte sich in besonderem Masse für den Bau der Bahnstrecke Neuenburg–Le Locle ein. Am 10. Dezember 1854 erlag er einem Schlaganfall.